# Llista de monuments de l'Erau
Llista de monuments de l'Erau (Llenguadoc-Rosselló) registrats com a monuments històrics, bé catalogats d'interès nacional (classé) o bé inventariats d'interès regional (inscrit).
A data 31 de desembre de 2009, el departament de l'Erau tenia 544 monuments històrics, dels quals 177 són catalogats i 367 inventariats.
La llista es divideix per districtes:
- Llista de monuments del districte de Besiers
- Llista de monuments del districte de Lodeva
- Llista de monuments del districte de Montpeller